# Charles Ranlett Flint
Charles Ranlett Flint (ur. 24 stycznia 1850 w Thomaston, zm. 26 lutego 1934 w Waszyngtonie) – amerykański przedsiębiorca, założyciel firmy Computing-Tabulating-Recording Company, która później została przekształcona w IBM. 